# ビダソア川
ビダソア川（ビダソアがわ、西：Bidasoa, 仏：Bidassoa）は、バスク地方を流れ、スペインとフランスとの国境で大西洋に注ぐ河川である。

## 地理
スペイン・ナバーラ州にあるエラス（Errazu）に源を発する。ドネステベ（Doneztebe）などの町を流れ、大西洋のビスケー湾に注ぐ。下流の約10kmがスペインとフランスの自然的国境となっており、この国境部分にはスペインとフランスの共同統治として管理されているフェザント島という中州がある。最下流部にはチングディ湾が形成され、フランスのアンダイエ、スペインのオンダリビアやイルンが国境を越えた都市圏を形成している。オンダリビアにはサン・セバスティアン空港があり、滑走路先端部分のすぐ先が国境となっている。
2002年に最下流部のチングディ湾のスペイン側はラムサール条約登録地となった。